# پردیس سینمایی اطلس مال
پردیس سینمایی اطلس مال یک پردیس سینمایی در تهران، ایران است.
این پردیس سینمایی که در منطقه نیاوران قرار دارد، در بهمن ۱۴۰۱ همزمان با چهل و یکمین جشنواره فیلم فجر با چهارده سه سالن سینما با ظرفیت ۳۱۳ صندلی افتتاح شده‌است.